# توییت‌دک
اکس پرو (به انگلیسی: X Pro) که پیش‌ازاین توییت‌دک (به انگلیسی: Tweetdeck) نام داشت، داشبورد شبکه‌های اجتماعی انحصاری و پولی است که برای مدیریت حساب‌های اکس (X) (که قبلاً توییتر نام داشت) طراحی شده است. این برنامه در ابتدا به‌عنوان یک برنامه مستقل توسعه یافت و سپس توسط شرکت توییتر خریداری و در رابط کاربری این پلتفرم ادغام شد. توییت‌دک به‌طور مداوم در کنار برنامه وب رسمی توییتر و برنامه‌های رسمی آیفون و اندروید، به‌عنوان یکی از محبوب‌ترین کلاینت‌های توییتر ازنظر درصد توییت‌های ارسالی، رتبه‌بندی شده است.
شبیه به سایر برنامه‌های توییتر، توییت‌دک با رابط برنامه کاربردی (API) توییتر ارتباط برقرار می‌کند تا به کاربران امکان ارسال و دریافت توییت‌ها، مشاهده پروفایل‌ها و مدیریت حساب‌هایشان را بدهد. در ۴ ژوئیه ۲۰۲۳، حساب پشتیبانی توییتر اعلام کرد که ظرف ۳۰ روز، کاربران برای دسترسی به توییت‌دک باید تأیید شوند (و در پرمیوم مشترک شوند). تا ۱۷ اوت ۲۰۲۳، توییت‌دک برای کاربران غیر تأیید شده دیگر در دسترس نبود.
از توییت‌دک می‌توان به‌صورت برنامه کاربردی وب استفاده کرد. تا سال ۲۰۱۵، می‌شد به‌صورت اپلیکیشن کروم و تا سال ۲۰۲۲، به‌صورت اپلیکیشن مک‌اواس هم استفاده کرد. در حال حاضر فقط می‌توان از برنامه وب آن استفاده کرد و کاربران به برنامه کاربردی وب هدایت می‌شوند.

## رابط کاربری توییت‌دک
توییت‌دک از مجموعه‌ای ستون‌های قابل تنظیم تشکیل شده است که می‌توان آن‌ها را برای نمایش جدول زمانی توییتر کاربر، منشن‌ها، پیام‌های مستقیم، لیست‌ها، ترندها، موارد دلخواه، نتایج جستجو و هشتگ‌ها تنظیم کرد. همچنین می‌توان ستون‌هایی برای نمایش همه توییت‌های یک کاربر خاص یا توییت‌هایی که به آن کاربر ارسال شده‌اند، ایجاد کرد. این برنامه شبیه به داشبورد برنامه توییتر است که در سال ۲۰۱۶ متوقف شد. این کلاینت از سیستم کوتاه‌کننده لینک خودکار و نامرئی توییتر استفاده می‌کند که در آن لینک با هر طول فقط از ۲۳ کاراکتر از حد ۲۸۰ کاراکتری یک توییت استفاده خواهد کرد. همه ستون‌ها را می‌توان برای شامل کردن یا حذف کلمات یا توییت‌ها از کاربران فیلتر کرد. توییت‌ها می‌توانند بلافاصله ارسال شوند یا برای ارسال بعدی برنامه‌ریزی شوند.
کاربران می‌توانند در یک زمان، توییت‌های چندین حساب کاربری توییتر را مشاهده کنند. برای افزایش امنیت حساب، کاربرانی که با نام کاربری و رمز عبور توییتر خود وارد می‌شوند، می‌توانند از تأیید هویت دو مرحله‌ای توییتر استفاده کنند.
در ماه مه ۲۰۱۵، توییت‌دک قابلیت «مرحله تأیید» را اضافه کرد. این قابلیت به کاربران این امکان را می‌دهد که قبل از ارسال یک توییت، یک مرحله تأیید را انجام دهند. توییتر در فوریه ۲۰۱۸، تغییری در API خود ایجاد کرد که توانایی توییت‌دک و سایر برنامه‌های شخص ثالث برای ارسال توییت‌های دسته‌ای را محدود کرد. این تغییر به دلیل نگرانی‌های مربوط به سوءاستفاده از ربات‌ها برای ارسال محتوا و پست‌های دسته‌ای انجام شد. این تغییر همچنین استفاده از چندین حساب از طریق API را محدود می‌کند.
در ماه ژوئیه ۲۰۲۱، توییتر نسخه جدیدی از توییت‌دک را به‌صورت پیش‌نمایش منتشر کرد. این نسخه جدید، قابلیت‌های بیشتری از وب‌سایت اصلی توییتر را در خود جای داده است، ازجمله: ویرایشگر کامل توییت، ویژگی‌های جستجوی پیشرفته جدید، انواع ستون جدید و روش جدید برای گروه‌بندی ستون‌ها در فضاهای کاری مرتب و سازمان‌دهی شده.
در تاریخ ۹ فوریه ۲۰۲۳ گزارش شد که برای استفاده از توییت‌دک، احتیاج به اشتراک در سرویس توییتر بلو خواهید داشت. این اظهارات بر پایه بررسی کد وب‌سایت توییت‌دک ارائه شده بود و به‌وضوح به وجود اشتراک توییتر بلو اشاره داشت.
در تاریخ ۱ ژوئیه ۲۰۲۳، تغییرات API اعمال شده توسط ایلان ماسک، عملکرد نسخه قدیمی توییت‌دک را تحت تأثیر قرار داد. این تغییرات برای جلوگیری از تراش دادن داده‌های پلتفرم برای مدل‌های هوش مصنوعی طراحی شده بودند. تغییرات خاص عبارت‌اند از:
محدودیت‌های سخت‌گیرانه سرعت: این بدان معناست که کاربران توییت‌دک فقط می‌توانند تعداد محدودی درخواست در دقیقه به رابط برنامه‌نویسی (API) توییتر ارسال کنند. اگر از این محدودیت تجاوز کنند، درخواست‌های آن‌ها مسدود می‌شود.
حذف نقاط پایانی رابط برنامه‌نویسی کاربردی (API): ماسک بدون هیچ هشدار قبلی، تعداد زیادی از نقاط پایانی API را که توسط توییت‌دک استفاده می‌شد، حذف کرد. این بدان معناست که توییت‌دک دیگر نمی‌تواند به داده‌های خاصی از توییتر دسترسی پیدا کند.
در تاریخ ۳ ژوئیه ۲۰۲۳، توییتر متعاقباً اعلام کرد که نسخه «پیش‌نمایش» توییت‌دک از حالت بتا خارج شده است و همه کاربران تا پایان هفته به این نسخه جدید منتقل خواهند شد، اما برخی ویژگی‌ها (مانند Teams که به سایر کاربران اجازه می‌دهد تا از طریق توییت‌دک به ارسال توییت در یک حساب کاربری دعوت شوند) در دسترس نیستند. همچنین این سرویس از ماه اوت فقط برای حساب‌های تأیید شده در دسترس خواهد بود. بعداً گزارش شد که نسخه اصلی توییت‌دک دوباره فعال شده است، اما هنوز مشخص نیست که آیا این نسخه به‌صورت طولانی‌مدت یا به‌صورت رایگان در دسترس خواهد بود یا خیر.

## تاریخچه محصول
توییت‌دک در ابتدا توسط یک توسعه‌دهنده مستقل به نام ایان دادزوورث ایجاد شد و نه توسط توییتر. این بدان معناست که توییت‌دک از رابط برنامه‌نویسی (API) توییتر استفاده می‌کرد، اما تحت کنترل توییتر نبود. نسخه اول آن در ۴ ژوئیه ۲۰۰۸ منتشر شد. نسخه آی‌فون در ۱۹ ژوئن ۲۰۰۹ منتشر شد. در ماه مه ۲۰۱۰، نسخه آی‌پد توییت‌دک پس از یک دوره بتای عمومی منتشر شد. نسخه اندروید در اکتبر ۲۰۱۰ در دسترس قرار گرفت.
در تاریخ ۲۵ مه ۲۰۱۱، شرکت توییتر که در آن زمان اپراتور سرویس شبکه اجتماعی توییتر بود، توییت‌دک را خریداری کرد. در ۱۵ سپتامبر ۲۰۱۱ توییت‌دک یک اعلامیه برای یک به‌روزرسانی جدید برای همه نسخه‌های برنامه خود در توییتر منتشر کرد. توییت‌دک اعلام کرد:
«به‌عنوان بخشی از فرآیند هماهنگ کردن بیشتر توییت‌دک با Twitter.com و برنامه‌های موبایلی توییتر، deck.ly را از برنامه‌های خود حذف می‌کنیم.»
Deck.ly قبلاً به کاربران اجازه می‌داد تا توییت‌هایی با بیش‌ازحد مجاز ۱۴۰ کاراکتر ارسال کنند. بسیاری از کاربران در بخش نظرات اپ استور و گوگل پلی عصبانیت خود را از حذف این ویژگی ابراز کردند.
در تاریخ ۸ دسامبر ۲۰۱۱، توییتر به‌عنوان بخشی از بازطراحی خدمات خود، نسخه جدیدی از توییت‌دک را با نام «TweetDeck by Twitter» منتشر کرد. توییت‌دک در این نسخه از یک برنامه ادوبی ایر به یک برنامه بومی ویندوز و مک OS X تغییر کرد. توییتر نسخه وب جدیدی از توییت‌دک را برای مرورگرهای مبتنی بر وب‌کیت منتشر کرد که بر اساس برنامه گوگل کروم موجود توییت‌دک ساخته شده است. این به‌روزرسانی پشتیبانی از حساب‌های لینکدین، گوگل باز، فوراسکوئر و مای‌اسپیس را متوقف کرد.
در تاریخ ۴ مارس ۲۰۱۳، توییت‌دک در یک پست وبلاگ اعلام کرد که نسخه‌های موبایلی توییت‌دک، ازجمله نسخه ادوبی ایر، توییت‌دک آی‌فون و نسخه اندروید توییت‌دک را متوقف می‌کند که در ماه مه از فروشگاه‌های اپلیکیشن مربوطه خود مثل گوگل پلی و اپ استور حذف شدند. توییت‌دک گفت که آن‌ها تلاش‌های توسعه خود را بر نسخه‌های مدرن مبتنی بر وب خود متمرکز خواهند کرد.
کاربران در ماه مه ۲۰۱۳ مطلع شدند که فیسبوک دیگر در توییت‌دک پشتیبانی نمی‌شود و حساب‌های فیسبوک و ستون‌های فیسبوک در ۷ مه حذف خواهند شد. همه نسخه‌های غیررسمی توییت‌دک در اوایل ماه مه ۲۰۱۳ به دلیل نسخه محدودکننده‌تر ای‌پی‌آی نسخه ۱.۱ کار نکردند. در ساعت ۱۲:۰۰ بعدازظهر به وقت منطقه زمانی شرقی در ساعت تابستانی (EDT)، توییتر ای‌پی‌آی نسخه ۱ را خاموش کرد. این کار باعث شد که نسخه‌های اندروید، آی‌اواس و ادوبی ایر توییت‌دک نتوانند به داده‌های توییتر دسترسی داشته باشند و درنتیجه، غیرقابل استفاده شوند.
در ۱۱ دسامبر ۲۰۱۳، توییتر به کاربران جدید توییت‌دک اجازه داد تا با نام کاربری و رمز عبور توییتر خود وارد شوند. این کار، نیاز به ثبت‌نام در حساب کاربری جداگانه توییت‌دک را برای کاربران جدید حذف کرد. توییتر در یک پست وبلاگی اعلام کرد که به‌زودی امکان ادغام تنظیمات و ترجیحات توییت‌دک فعلی کاربران را با حساب کاربری توییتر آن‌ها فراهم خواهد کرد و کاربران دیگر نیازی به مدیریت دو حساب کاربری مجزا نخواهند داشت و می‌توانند از تنظیمات و ترجیحات خود در هر دو برنامه استفاده کنند.
در ۱۱ ژوئن ۲۰۱۴ یک آسیب‌پذیری از طریق تزریق اسکریپت از طریق وبگاه (XSS) در توییت‌دک کشف شد که این مشکل باعث می‌شد توییت‌های مخربی منتشر شوند و بیش از ۸۳۰۰۰ کاربر توییتر را تحت تأثیر قرار داد.
در ۱۵ آوریل ۲۰۱۶، برنامه توییت‌دک نسخه ویندوز به دلیل مشکلات فنی از کار افتاد. این برنامه دیگر قابل‌استفاده نبود و کاربران مجبور شدند از نسخه وب آن استفاده کنند.
در ۱ ژوئیه ۲۰۲۲، برنامه توییت‌دک در نسخه مک‌اواس نیز از کار افتاد. این بار، برنامه به‌طور کامل حذف شد و کاربران مجبور شدند از نسخه وب آن استفاده کنند.
توییتر در تاریخ ۳ جولای ۲۰۲۳ اعلام کرد که توییت‌دک ظرف یک ماه به یک ویژگی اختصاصی توییتر بلو تبدیل خواهد شد. ایلان ماسک در ۲۹ جولای ۲۰۲۳ بیان کرد که توییت‌دک به‌زودی به اکس‌پرو (XPro) تغییر نام خواهد داد که با تغییر نام تجاری توییتر به اکس مطابقت دارد. تقریباً در همان زمان، نام کاربری @TweetDeck به @Pro تغییر یافت و پس از مدتی، نام اپلیکیشن نیز دوباره تغییر کرد و این بار یک فاصله بین X و Pro اضافه شد. اکس پرو (X Pro) در ۱۵ اوت ۲۰۲۳ به یک ویژگی پریمیوم تبدیل شد.

## هم‌افزایی با سایر خدمات شبکه‌های اجتماعی
در ابتدا توییت‌دک فقط برای توییتر طراحی شده بود. بعدها توییت‌دک پشتیبانی از سایر خدمات شبکه‌های اجتماعی را اضافه کرد، اما بعداً این پشتیبانی را حذف کرد.
در ۱۶ مارس ۲۰۰۹، یک نسخه پیش انتشار منتشر شد که دارای قابلیت ادغام به‌روزرسانی‌های وضعیت فیس‌بوک بود. از ۸ آوریل ۲۰۰۹، به‌روزرسانی‌های وضعیت فیس‌بوک بخشی از برنامه استاندارد بود. از نسخه ۰.۳۰، توییت‌دک همچنین از ادغام مای‌اسپیس پشتیبانی می‌کرد. نسخه ۰.۳۲ که در ۳۰ نوامبر ۲۰۰۹ منتشر شد، ادغام با لینکدین و ویژگی‌های جدید توییتر را اضافه کرد. توییت‌دک در مه ۲۰۱، ادغام با شبکه‌های اجتماعی گوگل باز و فوراسکوئر را نیز اضافه کرد.
در سال ۲۰۱۲، توییت‌دک پشتیبانی خود را فقط به توییتر و فیس‌بوک محدود کرد و پشتیبانی از لینکدین، مای‌اسپیس و گوگل باز که اکنون منسوخ شده است را از ژوئن ۲۰۱۲ متوقف کرد.
در مه ۲۰۱۳، توییت‌دک پشتیبانی از حساب‌های فیس‌بوک را حذف کرد.

## توییت‌دک لیمیتد (شرکت)
یک سال پس از راه‌اندازی توییت‌دک در سال ۲۰۰۸، ایان دادزوورث سرمایه‌گذاری اولیه‌ی ۳۰۰ هزار دلاری خود (سرمایه مرحله کشت ایده) را از گروه تسریع دهنده، هوارد لیندزون، Taavet Hinrikus، گری کمپبل، راجر ارنبرگ، Betaworks، برایان پوکورنی و بیل تای دریافت کرد. این شرکت با بسیاری از همین سرمایه‌گذاران و همچنین ران کانوی، دنی ریمر و SV Angel group، دور A سرمایه‌گذاری را جمع‌آوری کرد.
در ۲۵ مه ۲۰۱۱، پس از یک رقابت مناقصه با UberMedia متعلق به بیل گروس، توییت‌دک به مبلغ ۲۵ میلیون پوند توسط توییتر خریداری شد.
در ۲۲ ژانویه ۲۰۱۳، نامه‌ای از خانه شرکت‌ها (نهاد ثبت شرکت‌ در بریتانیا) به مدیران آمریکایی توییتر ارسال شد و به آن‌ها هشدار داد که شرکت تابعه بریتانیایی آن‌ها، توییت‌دک لیمیتد، به دلیل عدم ارائه حساب‌های سال ۲۰۱۱، در معرض خطر تعطیلی قرار دارد. بااین‌حال، این موضوع هیچ تأثیری بر محصول یا خدمات توییت‌دک نداشت، زیرا این محصول از آن زمان توسط توییتر اداره می‌شد. درنتیجه، توییت‌دک لیمیتد به‌طور رسمی از ثبت تجاری توسط نهاد خانه شرکت‌ها حذف و منحل شد.